# Guinea-Bissaus flag
Guinea-Bissaus flag blev taget i brug i 1973 efter at nationen fik sin uafhængighed fra Portugal. Flaget har de traditionelle panafrikanske farver (guldfarvet, grønt og rødt) og desuden Afrikas sorte stjerne. Flagets udformning er stærkt påvirket af Ghanas flag. Farverne har de samme betydninger: rødt står for martyrenes blod, grønt for skove og guld for mineralrigdommene.